# Андрієво-Іванівський район

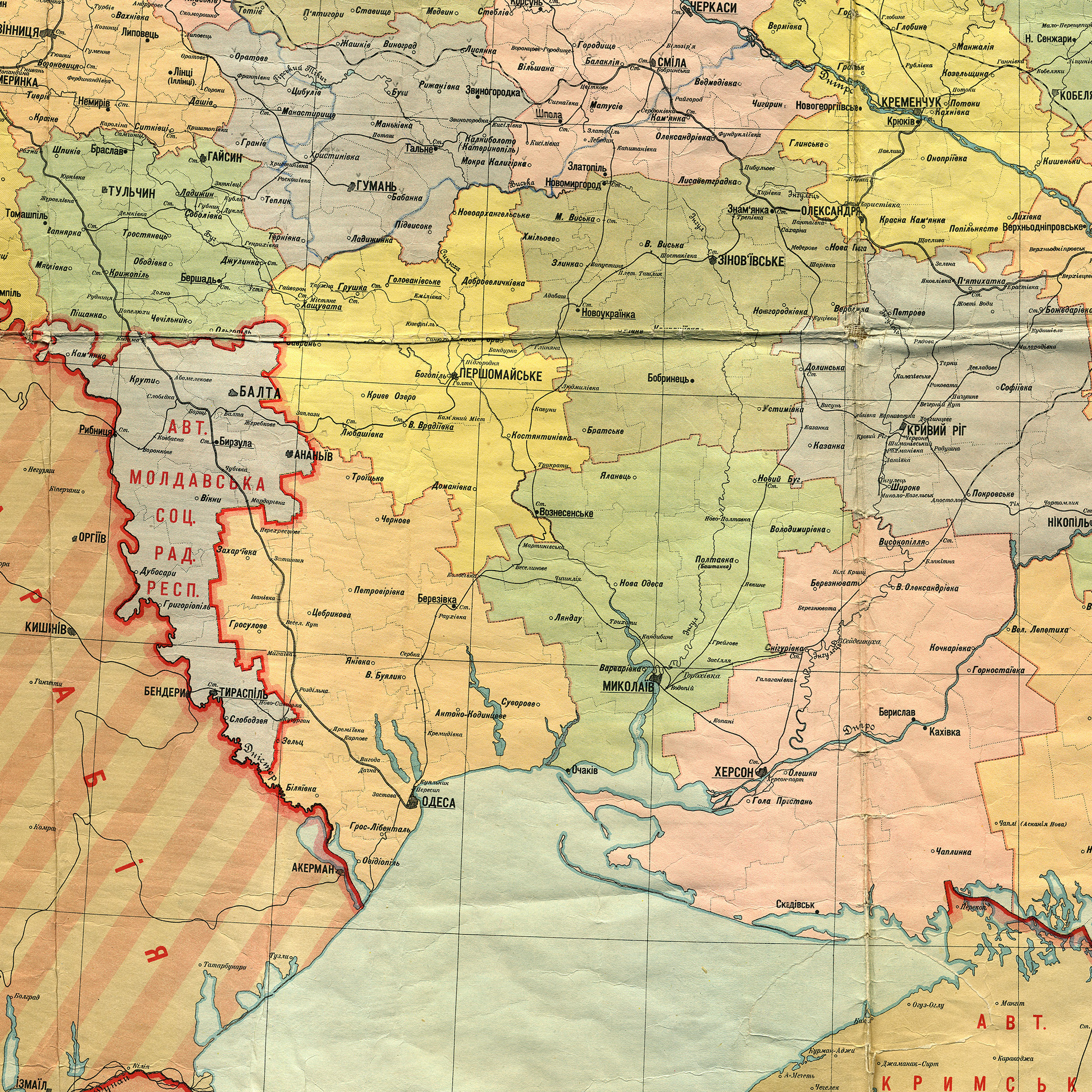
Одещина, 1 березня 1927

Андрієво-Іванівський район (Ісаєвський) — колишній район Першомайської і Одеської округи Одеської губернії, а потім  Одеської області з центром в Андрієво-Іванівці.

## Історія
Утворений 7 березня 1923 як Ісаївський район з центром в Ісаїві у складі Першомайської округи Одеської губернії з Петрівської, Ісаївської і Миколаївської волостей.
26 листопада 1924 Балтська округа розформована у зв'язку зі створенням АМСРР, Ісаївський район без Олександрівської і Володимирської сільських рад перейшов до складу Одеської округи. Олександрівська і Володимирська сільські ради перейшли до Доманівського району.
На 1 жовтня 1925 року центром району було село Чернове. У районі було 17 сільрад, кількість населення 35495 осіб. (станом на 1926–1928 роки за даними довідників АТУ існувало два райони разом Ісаєвський та Черновський; хоча на карті позначений один район)
У 1927 році Чернове перейменовано на Андрієво-Іванівку на честь А. В. Іванова (1889—1927 рр.) — одного з керівників боротьби за владу Рад на Україні, який з 1922 по 1925 рр. був головою Одеського губвиконкому.
Район дістав назву Андрієво-Іванівський.
Після ліквідації округ 15 вересня 1930 року райони передані в пряме підпорядкування УСРР.
27 лютого 1932 увійшов до складу новоутвореної Одеської області.
17 лютого 1935 Шабельницька та Журівська сільради передані до складу Жовтневого району.
25 серпня 1936 до району приєднана Журавська сільська рада Жовтневого району.
25 травня 1945 з району був виділений новий Миколаївський район.
Ліквідований 21 січня 1959, територія передана до Миколаївського району.